# Spiraea media
Spiraea media là loài thực vật có hoa trong họ Hoa hồng. Loài này được Schmidt miêu tả khoa học đầu tiên năm 1792.

## Hình ảnh

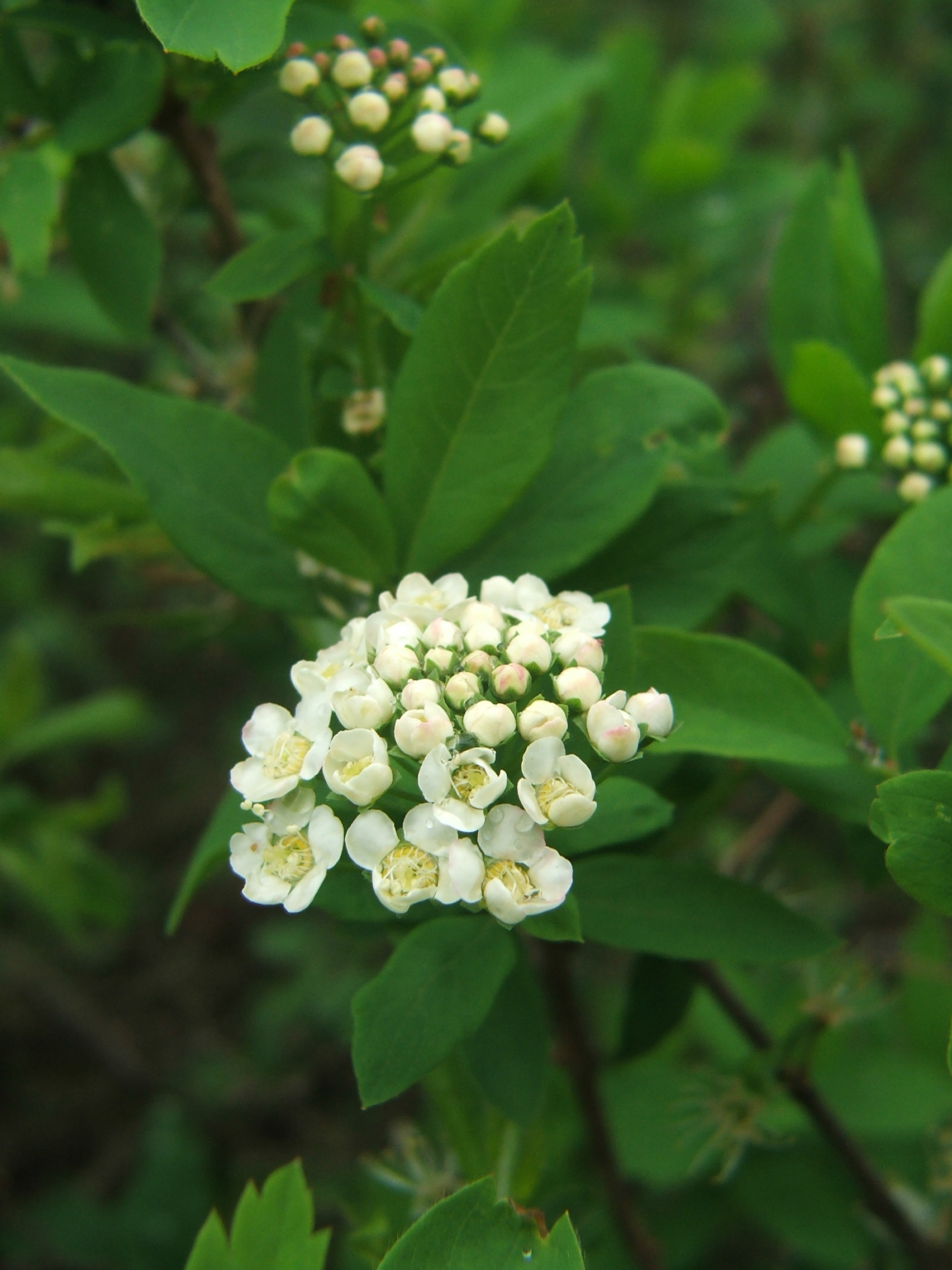
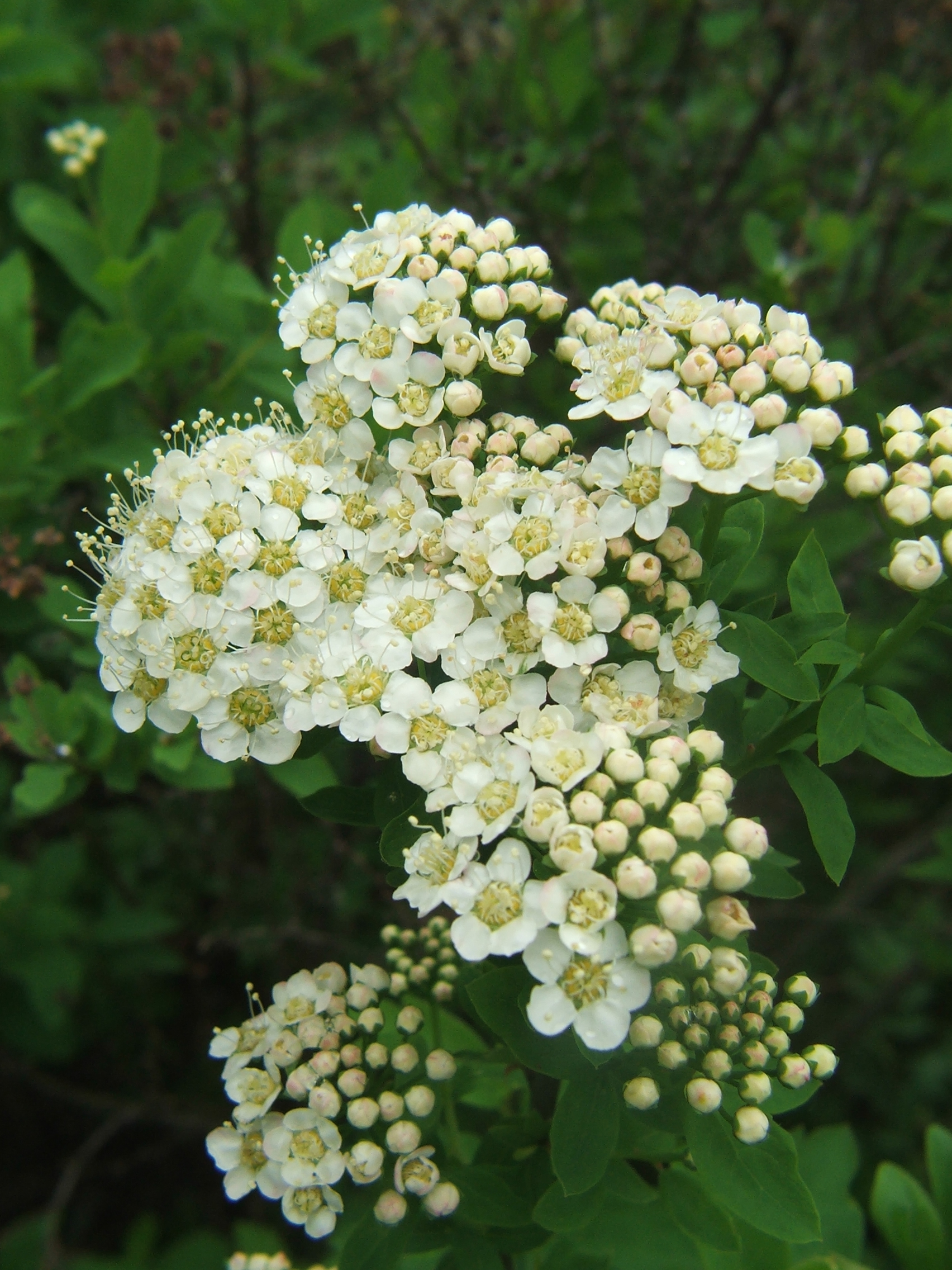